# Ивановка (Приморский край)
Ива́новка — село в Михайловском районе Приморского края, административный центр Ивановского сельского поселения.

## География
Село Ивановка стоит на 24-м километре автотрассы Осиновка — Рудная Пристань, на правом берегу реки Илистая.
Расстояние до районного центра Михайловка около 41 км.
На юг от Ивановки идёт дорога к селу Николаевка и далее к селу Отрадное, на север — к селу Вассиановка.

## История
В 1926—1963 годах Ивановка была административным центром Ивановского района.

## Население
| 1900  | 1912  | 1915  | 1926  | 1939  | 1959  | 2002  |
| ----- | ----- | ----- | ----- | ----- | ----- | ----- |
| 743   | ↗1481 | ↘1478 | ↗2290 | ↗2699 | ↗3032 | ↗3084 |
| 2010  | 2021  |       |       |       |       |       |
| ↘2533 | ↘2152 |       |       |       |       |       |

## Улицы
| - ул. Амурская, - ул. Арсеньева, - ул. Больничная, - ул. Восточная, - ул. Впередовская, - ул. Гастелло, - ул. Горького, - ул. Заводская, - ул. Зареченская, - ул. Кировская, | - ул. Кирпичная, - ул. Колхозная, - пер. Косой, - ул. Краснознамённая, - пер. Крылова, - ул. Лазо, - ул. Ленинская, - ул. Лермонтова, - пер. Лесной, - пер. Лефинский, | - ул. Мелиораторов, - ул. Мичурина, - ул. Набережная, - пер. Нагорный, - ул. Некрасова, - ул. Новая, - ул. Октябрьская, - ул. Партизанская, - ул. Первомайская, - ул. Победы, | - ул. Почтовая, - ул. Приморская, - ул. Пушкинская, - ул. Садовая, - ул. Советская, - пер. Узкий, - пер. Школьный, - ул. Энергетиков, - пер. Южный, - пер. Яшина. |

## Экономика
Сельскохозяйственные предприятия Михайловского района.

## Известные уроженцы
- Федоряк, Николай Александрович (род. 1949) — советский и российский государственный деятель.

## Галерея

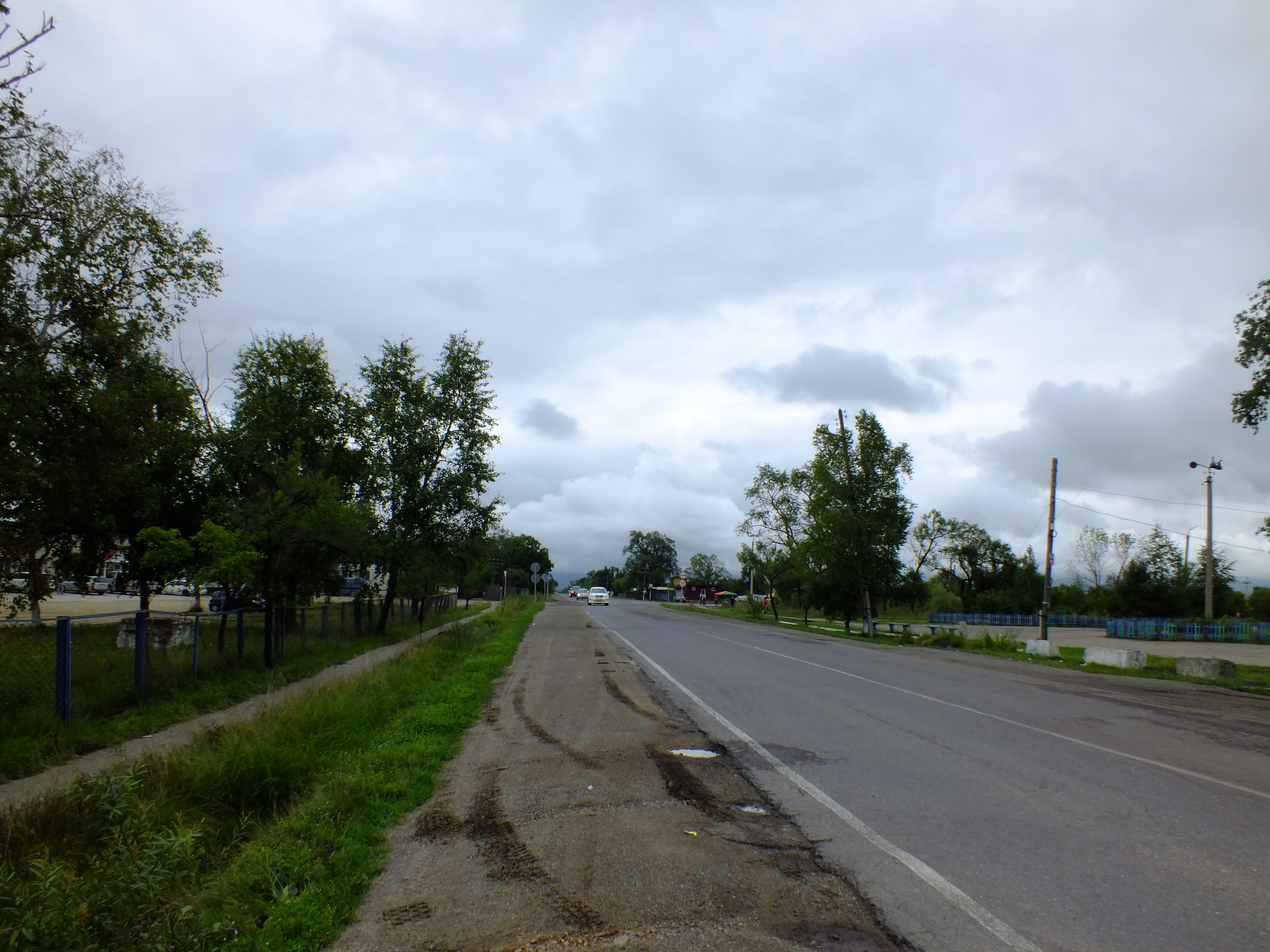
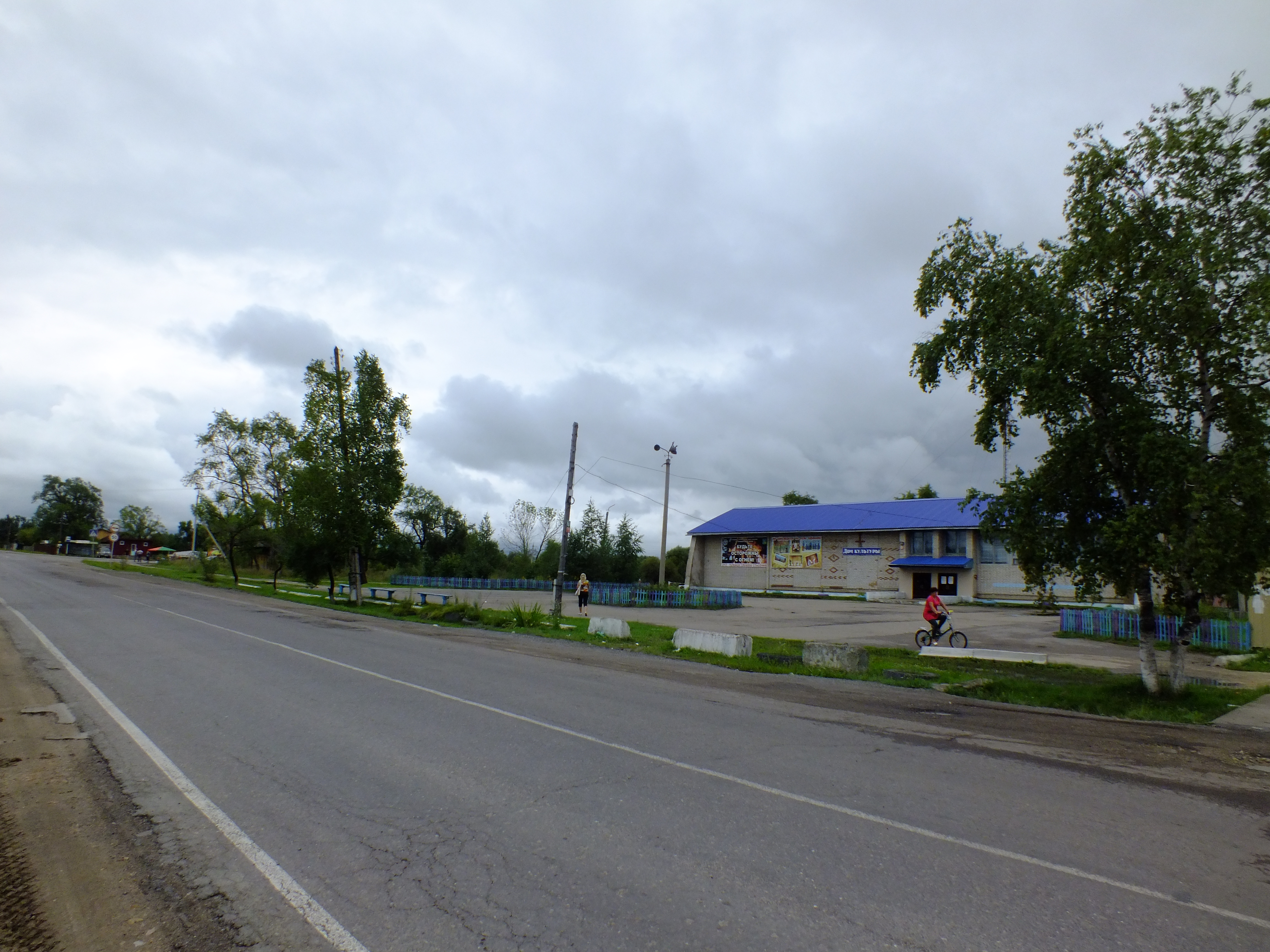
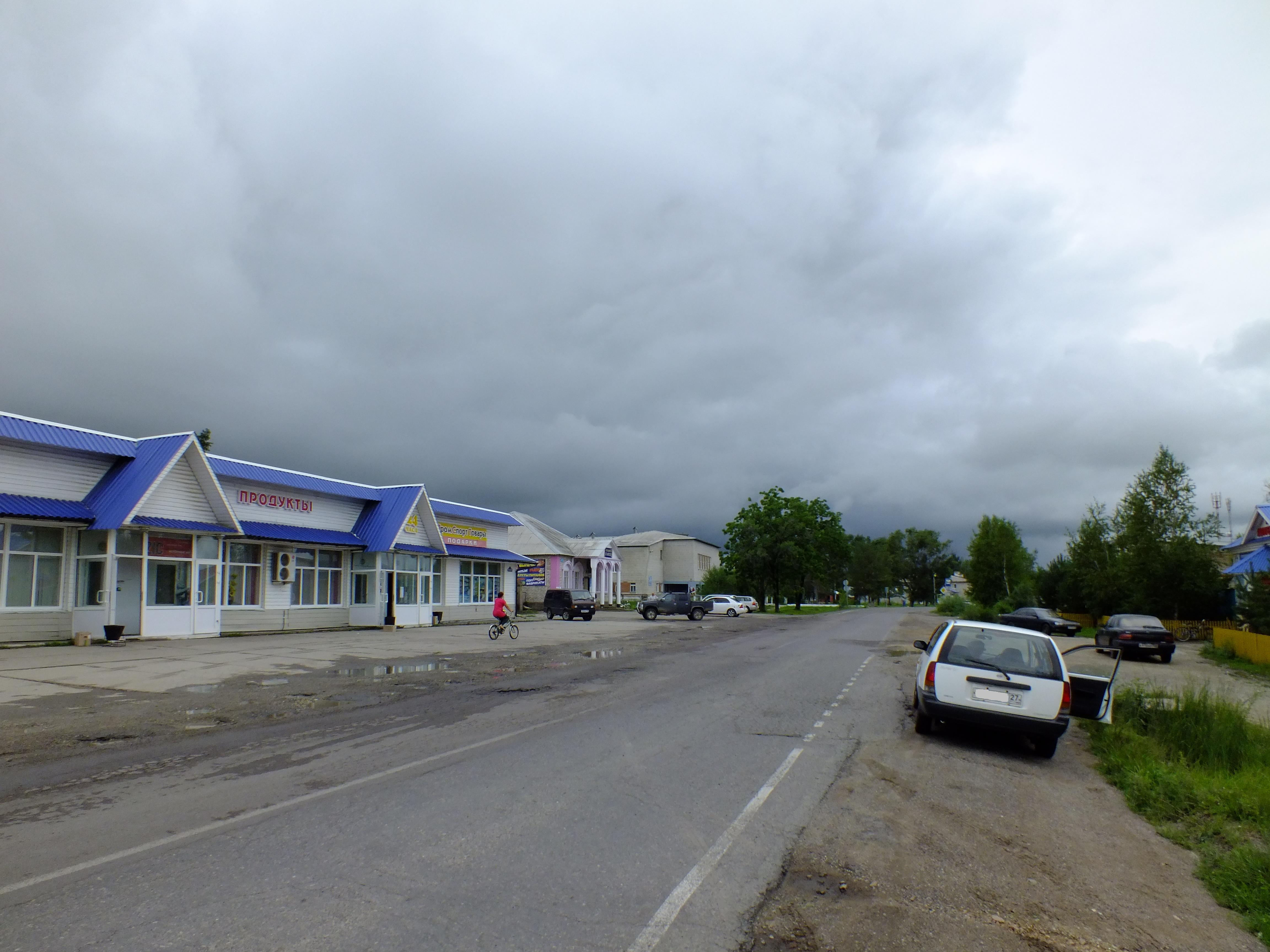
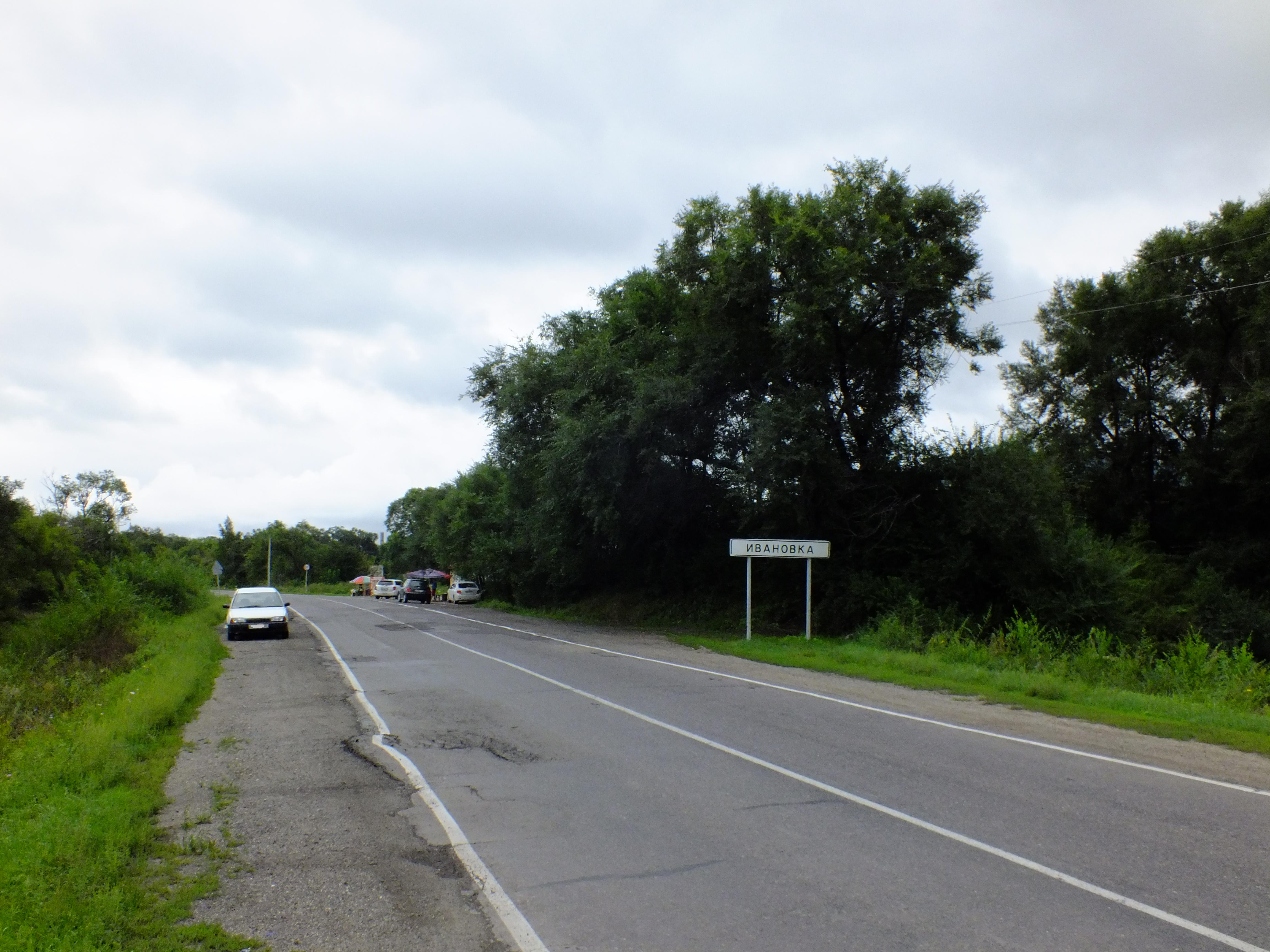